# Hellwigia elegans
Hellwigia elegans là một loài tò vò trong họ Ichneumonidae.